# Mamoni Raisom Goswami
Indira Goswami, nota anche con lo pseudonimo di Mamoni Raisom Goswami, e conosciuta popolarmente come Mamoni Baideo (Guwahati, 14 novembre 1942 – Guwahati, 29 novembre 2011), è stata una scrittrice, docente e editrice indiana, poetessa e attivista, vincitrice del Sahitya Akademi Award (1983), del Jnanpith Award (2000) e del Prince Claus Awards (2008). Celebre scrittrice di letteratura indiana contemporanea, molte delle sue opere sono state tradotte in inglese dal suo nativo Assamese, tra cui The Moth Eaten Howdah of the Tusker, Pages Stained With Blood e The Man from Chinnamasta.
Era anche nota per i suoi tentativi di cambiamento sociale, sia attraverso i suoi scritti sia attraverso il suo ruolo di mediatrice tra il gruppo militante armato United Liberation Front of Asom e il governo indiano. Il suo coinvolgimento ha portato alla formazione del "People's Consultative Group", un comitato per la pace. Si è definita una "osservatrice" del processo di pace piuttosto che una mediatrice.
Il suo lavoro è stato eseguito sul palco e nel cinema. Il film Adajya è basato sul suo romanzo e ha vinto premi internazionali. Words from the Mist è un film sulla sua vita diretto da Jahnu Barua..

## Biografia
Indira Goswami nacque a Guwahati, in Assam, India,  da Umakanta Goswami e Ambika Devi, una famiglia bramina vaisnavita che era profondamente associata alla vita Sattra dell'Ekasarana Dharma. Ha studiato alla Latashil Primary School, Guwahati; Pine Mount School, Shillong; e Tarini Chaudhury Girls 'School, Guwahati, e ha completato le arti intermedie presso l'Handique Girls College, Guwahati. Si è laureata in letteratura assamese al Cotton College di Guwahati e ha conseguito un master presso la Gauhati University nello stesso campo di studi. Indira Goswami è rimasta colpita dalle Kannada vachanas di Akka Mahadevi mentre parlava a Bengaluru.

## Carriera
Nel 1962 pubblicò la sua prima raccolta di racconti, "Chinaki Morom", quando era ancora studentessa. Popolarmente conosciuta come Mamoni Baideo in Assam, è stata incoraggiata dall'editore Kirti Nath Hazarika che ha pubblicato i suoi primi racconti - quando era ancora nella classe VIII (tredici anni) - nella rivista letteraria da lui curata.

### Depressione
Goswami ha sofferto di depressione fin dall'infanzia. Nelle prime pagine della sua autobiografia, The Unfinished Autobiography, menziona la sua inclinazione a tuffarsi nelle Crinoline Falls situate vicino alla loro casa a Shillong. Ripetuti tentativi di suicidio hanno rovinato la sua giovinezza. Dopo la morte improvvisa del marito, Madhaven Raisom Ayengar del Karnataka, in un incidente stradale nella regione del Kashmir in India, dopo soli diciotto mesi di matrimonio, è diventata dipendente da forti dosi di sonniferi. Una volta di nuovo in Assam, è entrata a far parte della Sainik School, Goalpara, come insegnante.
A questo punto è tornata a scrivere. Afferma di aver scritto solo per vivere. Le sue esperienze in Kashmir e Madhya Pradesh, stati indiani in cui suo marito aveva lavorato come ingegnere, sono state utilizzate rispettivamente nei suoi romanzi Ahiron e The Chehnab's Current.

### La vita a Vrindavana
Dopo aver lavorato alla Sainik School di Goalpara, Assam, è stata convinta dal suo insegnante Upendra Chandra Lekharu a recarsi a Vrindavan, Uttar Pradesh, e proseguire la ricerca per la pace della mente.
Le sue esperienze di vedova e ricercatrice trovano espressione nel suo romanzo The Blue Necked Braja (1976), che parla della difficile situazione dei Radhaswami di Vrindavan che vivevano in condizioni di estrema povertà e sfruttamento sessuale nella vita di tutti i giorni. Uno dei temi principali toccati dal romanzo è la difficile situazione delle giovani vedove per le quali la compagnia, oltre i confini dei loro ashram e delle altre vedove, diventa impossibile. La loro voglia di vivere, così come il dilemma morale che devono affrontare di fronte all'ordine dei precetti della religione a questo riguardo, sono evidenziati con sorprendente chiarezza e sentimento nel romanzo.
Il romanzo esponeva il volto più brutto di Vrindavan, la città di Krishna, una divinità indù, suscitando le critiche a Goswami da parte dei settori conservatori della società. Rimane un classico nella moderna letteratura indiana. Ha un carattere autobiografico poiché dice che l'angoscia del personaggio principale, Saudamini, riflette ciò che aveva passato dopo la morte del marito. È stato anche il primo romanzo scritto su questo argomento. Il libro era basato sulla ricerca di Goswami sul luogo e sull'esperienza di vita reale nel luogo per diversi anni prima che entrasse a far parte dell'Università di Delhi come docente.
A Vrindavan è stata coinvolta negli studi sul Ramayana. Un enorme volume di Ramayana di Tulsidas, acquistato durante la sua permanenza lì per sole undici rupie, è stato una grande fonte di ispirazione nella sua ricerca. Ciò trova espressione nel suo libro Ramayana from Ganga to Brahmaputra, uno studio comparativo senza precedenti del Ramayana di Tulsidas e del Ramayana assamese del XIV secolo scritto da Madhava Kandali.

### La vita all'Università di Delhi
Goswami si è trasferita a Delhi, in India, per diventare professoressa di assamese, presso il dipartimento di lingue e studi letterari dell'India moderna (MIL), all'Università di Delhi sotto la guida del suo mentore per tutta la vita, il prof. Bhabananda Deka. Mentre era all'università, scrisse la maggior parte delle sue principali opere. Diversi racconti, tra cui Hridoy, Nangoth Sohor, Borofor Rani, hanno utilizzato Delhi come sfondo.
Durante l'ultima parte della sua vita, dopo essere diventata capo del dipartimento MIL dell'Università di Delhi, lei, in collaborazione con il pluripremiato scrittore e romanziere assamese Arnab Jan Deka,  ha convinto l'Università di Delhi a istituire una cattedra con il nome della santa filosofa-letteratrice-artista assamese del Medioevo Srimanta Sankardev. I due hanno anche convinto il Primo Ministro dell'Assam a dare un contributo di un milione di rupie all'Università di Delhi per creare il corpus per la cattedra proposta. Tuttavia, Goswami non ha potuto vedere i frutti dei suoi sforzi durante la sua vita.
Anche i suoi due classici - Pages Stained With Blood e The Moth Eaten Howdah of a Tusker - sono stati scritti durante questo periodo. Gli altri libri completati mentre viveva a Delhi erano Ahiron, The Rusted Sword, Uday Bhanu, Dasharathi's Steps e The Man from Chinnamasta.
In Pages Stained With Blood scrive della difficile situazione dei sikh nelle rivolte anti-sikh del 1984 in seguito all'assassinio di Indira Gandhi, il primo ministro indiano. Goswami aveva assistito ai disordini mentre si trovava nella zona di Shakti Nagar a Delhi. Ha visitato molti degli altri siti per completare questo romanzo. È persino andata a GB Road, il quartiere a luci rosse di Delhi, per raccontare la vita delle prostitute che vivevano lì.
In The Moth Eaten Howdah of a Tusker scrive della difficile situazione delle vedove bramini assamesi a Satra, istituzioni religiose dell'Assam. Questo romanzo è stato antologizzato in The Masterpieces of Indian Literature ed è stato trasformato in un film, Adajya, che ha vinto numerosi premi di festival cinematografici nazionali e internazionali. Il romanzo è stato anche trasformato in due miniserie televisive; Nandita Das ha interpretato il ruolo di Giribala in una delle miniserie.
Al culmine della sua carriera letteraria ha scritto il controverso romanzo The Man from Chinnamasta, una critica alla tradizione millenaria del sacrificio animale nel famoso tempio Hindu Shakti a Kamakhya, una dea madre, in Assam.  Goswami ha raccontato di essere stata moinacciata dopo aver scritto il romanzo in cui cita le scritture per autenticare l'argomento che propone: adorare la Dea Madre con i fiori piuttosto che con il sangue. Ha detto in un'intervista: "Quando il romanzo è stato serializzato su una rivista popolare, sono stata minacciata di conseguenze disastrose. Poco dopo, un giornale locale, Sadin, ha lanciato un appello sul sacrificio animale, che ha provocato un bel tumulto: l' editore fu gheraoed e un tantrik mi avvertì. Ma quando l'appello fu pubblicato, la risposta fu in modo schiacciante a favore del divieto del sacrificio animale. Ho anche dovuto fare i conti con il rifiuto di un editore che inizialmente era entusiasta e mi aveva promesso un enorme anticipo, ma che poi ha fatto marcia indietro, proponendosi invece di pubblicare qualsiasi altro mio libro. Ma il resto, come si suol dire, è storia e Chinnamastar Manuhto è diventato un bestseller travolgente!"
Un altro pezzo importante della sua narrativa durante il periodo è stato Jatra (The Journey), basato sul problema della militanza / secessionismo che ha colpito quasi l'intera frontiera dell'India nord-orientale sin dall'indipendenza indiana.
Mamoni Raisom Goswami è morta al Gauhati Medical College Hospital il 29 novembre 2011.

## Opere

### Romanzi
- 1972 Chinavar Srota (La corrente di Chenab)
- 1976 Neelkanthi Braja (The Blue-Necked Braja, tradotto da Gayatri Bhattacharya; Libri Zubaan, 2013)
- 1980 Ahron
- 1980 Mamore Dhora Tarowal aru Dukhon Uponyas (La spada arrugginita e altri due romanzi)
- 1980 Budhosagor Dhukhor Geisha Aru Mohammed Musa
- 1988 Datal Hatir Une Khowa Howda (The Moth Eaten Howdah of a Tusker tradotto dall'autore, Rupa Publications)
- 1989 Udaybhanur Choritro Nangoth Sohor
- 2001 Tej Aru Dhulire Dhusarita Prishtha (Pagine macchiate di sangue)
- 2001 Dashorothir Khuj (Orme di Dashorothi)
- 2005 Chinnamastar Manuhto (The Man from Chinnamasta, tradotto da Prasanta Goswami, Katha)
- 2009 Thengphakhri Tehsildaror Tamor Taruwal (La spada di bronzo di Thengphakhri Tehsildar, tradotto da Aruni Kashyap, pubblicato da Zubaan Books, 2013)

### Autobiografia
- Un'autobiografia incompiuta (assamese : আধা লেখা দস্তাবেজ)
- Nuove pagine della biografia (assamese: দস্তাবেজ নতুন পৃষ্ঠা)
- Nuove pagine della biografia (assamese: অপ্সৰা গৃহ)

### Racconti brevi
- Bestie
- Dwarka e la sua pistola
- Parasu sta bene
- Il viaggio
- Sanskar
- Rompere una ciotola per l'elemosina
- Udang Bakach
- Rivivere

### Poesia
- Dolore e Carne
- Pakistan
- Inno a una puttana

### Saggistica
- Ramayana from Ganga to Brahmaputra, Delhi, 1996 (Lavoro di ricerca su Saptakanda Ramayana)

### Opere online
"Il viaggio" (racconto)

## Premi
- 1982 - Premio Sahitya Akademi (per Mamore Dhora Tarowal)
- 1989 - Premio Bharat Nirman
- 1992 - Premio Sauhardya dell'Uttar Pradesh Hindi Sansthan del governo indiano.
- 1993 - Premio nazionale Katha per la letteratura
- 1996 - Premio nazionale della Fondazione Kamal Kumari nel 1996
- 2000 - Premio Jnanpith
- 2002 – D Litt Degree presso la Rabindra Bharati University , West Bengal
- 2002 - Premio Mahiyoshi Jaymati con una citazione in oro da Ahom Court of Assam
- 2002 - Padma Shri (Ha rifiutato di accettare)
- 2007 – Laurea D Litt presso la Rajiv Gandhi University Arunachal Pradesh
- 2008 – Laurea in D Litt presso l'Indira Gandhi National Open University
- 2008 - Targa d'oro Iswar Chandra Vidyasagar della Società asiatica
- 2008 - Principal Laureate Prince Claus Award [26]
- 2009 - Premio Krishnakanta Handique, Asom Sahitya Sabha
- Insignita dell'Ambasciatore per la Pace dalla Federazione Interreligiosa e Internazionale per la Pace nel Mondo
- L'International Tulsi Award della Florida International University per il suo libro Ramayana From Ganga To Brahmaputra Asom Ratna - il più alto riconoscimento civile nello Stato di Assam, in India